# David Grove
 (juin 2022).
Pour les articles homonymes, voir Grove.
David C. Grove, né le 17 octobre 1935 et mort le 24 mai 2023, est un anthropologue, archéologue et universitaire américain, connu pour ses recherches sur la période pré-classique des cultures de la Mésoamérique, en particulier celles du plateau mexicain et des régions de la côte du golfe du Mexique (en). Il a été chargé de cours et professeur à l'université de l'Illinois à Urbana-Champaign (UIUC) pendant une trentaine d'années et y est maintenant professeur émérite d'anthropologie ainsi que professeur de courtoisie à l'université de Floride.